# Бекард еквадорський
Бекард еквадорський (Pachyramphus spodiurus) — вид горобцеподібних птахів родини бекардових (Tityridae).

## Поширення
Вид поширений на західній низовині Еквадору (від Есмеральдасу та Пічинчі на південь до Лохи) та крайньому північному заході Перу (Тумбес, північна П'юра, Кахамарка та Амазонас). Його природне середовище проживання — субтропічні або тропічні сухі ліси. Нечисленний вид, популяція якого оцінюється лише у 1000—2500 птахів.

## Опис
Дрібний птах, завдовжки до 14 см, вагою 18 г. Оперення сіре. Груди блідо-сірого відтінку. Очі чорні, дзьоб темно-сірий.